# 嵐皋西路
岚皋西路是中華人民共和國上海市普陀區的一條東西走向道路，道路西起嵐皋西路342弄小區，東至岚皋路，全长500米，宽5.5米至7.5米。因道路位於嵐皋路西側，所以得名嵐皋西路。道路原本是街坊內的一個小通道，1966年改造為道路。